# Der Clan der Killer
Der Clan der Killer (Originaltitel: Un tipo con una faccia strana ti cerca per ucciderti) ist ein in italienisch-spanischer Koproduktion gedrehter Kriminalfilm unter der Regie von Tulio Demicheli. Im deutschen Sprachraum lief der Film am 10. Mai 1974 in den Kinos an.

## Handlung
Der alternde Gaspare Aversi, der sein Geld mit dunklen Geschäften verdient hat, wird vom im Auftrag der Mafia handelnden Don Vito getötet. Sein Sohn Rico landet beim Versuch, ihn zu rächen, im Gefängnis. Nach zwei Jahren entlassen, heftet er sich an die Fersen des ehemaligen Kompagnon seines Vaters, Cirano, der nun für Don Vito arbeitet. Es gelingt ihm auch mit Hilfe der hübschen Scilla, 500 Millionen und etliche Diamanten – die Erlöse eines Handels zwischen dem Mafiachef und einem Marseiller – an sich zu bringen. Nun muss er sich nicht nur gegen die Rache des Marseillers und die Killer, die ihm Don Vito auf den Hals hetzt, etwas einfallen lassen, sondern auch Cirano loswerden, der die Beute für sich selbst beansprucht. Ricos Familie wird von den Gangstern ermordet, bevor er selbst ein Duell mit dem Boss gewinnt, aber mit seinem Leben dafür bezahlen muss.

## Kritik
„Ohne allzugroße technische Perfektion unterhält dieses Popcorn-Kino glänzend“, schreibt Karsten Thurau in seinem Buch zum Genre. „Brutaler Gangsterfilm, der Sadismus mit Sex mischt und einem fragwürdigen Helden ein Denkmal setzt.“, urteilt das Lexikon des internationalen Films. Die italienische Kritik lobte vor allem die drei Hauptdarsteller und die schnelle Regie, die keine Langeweile aufkommen ließe, bemängelte allerdings auch die große Portion Sex und Gewalt.

## Bemerkungen
Alternativer – und erheblich kürzerer – Originaltitel ist Ricco.